# Patrick D'Rozario
Patrick D’Rozario C.S.C. (* 1. října 1943, Padrishibpur) je bengálský římskokatolický duchovní, emeritní arcibiskup arcidiecéze dhácké v Bangladéši, kterého dne 19. listopadu 2016 papež František jmenoval kardinálem.